# 挪威 (緬因州普查規定居民點)
挪威（英語：Norway）是位於美國緬因州牛津縣的一個普查規定居民點。

## 人口
根據2020年美國人口普查的數據，挪威的面積為13.54平方千米，當中陸地面積為13.07平方千米，而水域面積為0.47平方千米。當地共有人口2696人，而人口密度為每平方千米199.11人。